# كارجيجة
كارجيجة، (بالإنجليزية: Cargeghe)‏، (سردينيا: Carzèghe)، هي بلدية في مقاطعة ساساري، في منطقة سردينيا الإيطالية، وتقع على بعد حوالي 170 كيلومترا (110 ميل) إلى الشمال من كالياري، وحوالي 9 كم (6 ميل) جنوب شرق ساساري.

## السكان
في سنة 1861 بلغ عدد السكان 463 نسمة، وتطور العدد ليصل في سنة 2011 لـ 644 نسمة.
يظهر هذا المخطط البياني تطور النمو السكاني لـ كارجيجة